# Erica lowryensis
Erica lowryensis är en ljungväxtart som beskrevs av Harry Bolus. Erica lowryensis ingår i släktet klockljungssläktet, och familjen ljungväxter. Utöver nominatformen finns också underarten E. l. glandulifera.